# Museum Somme 1916

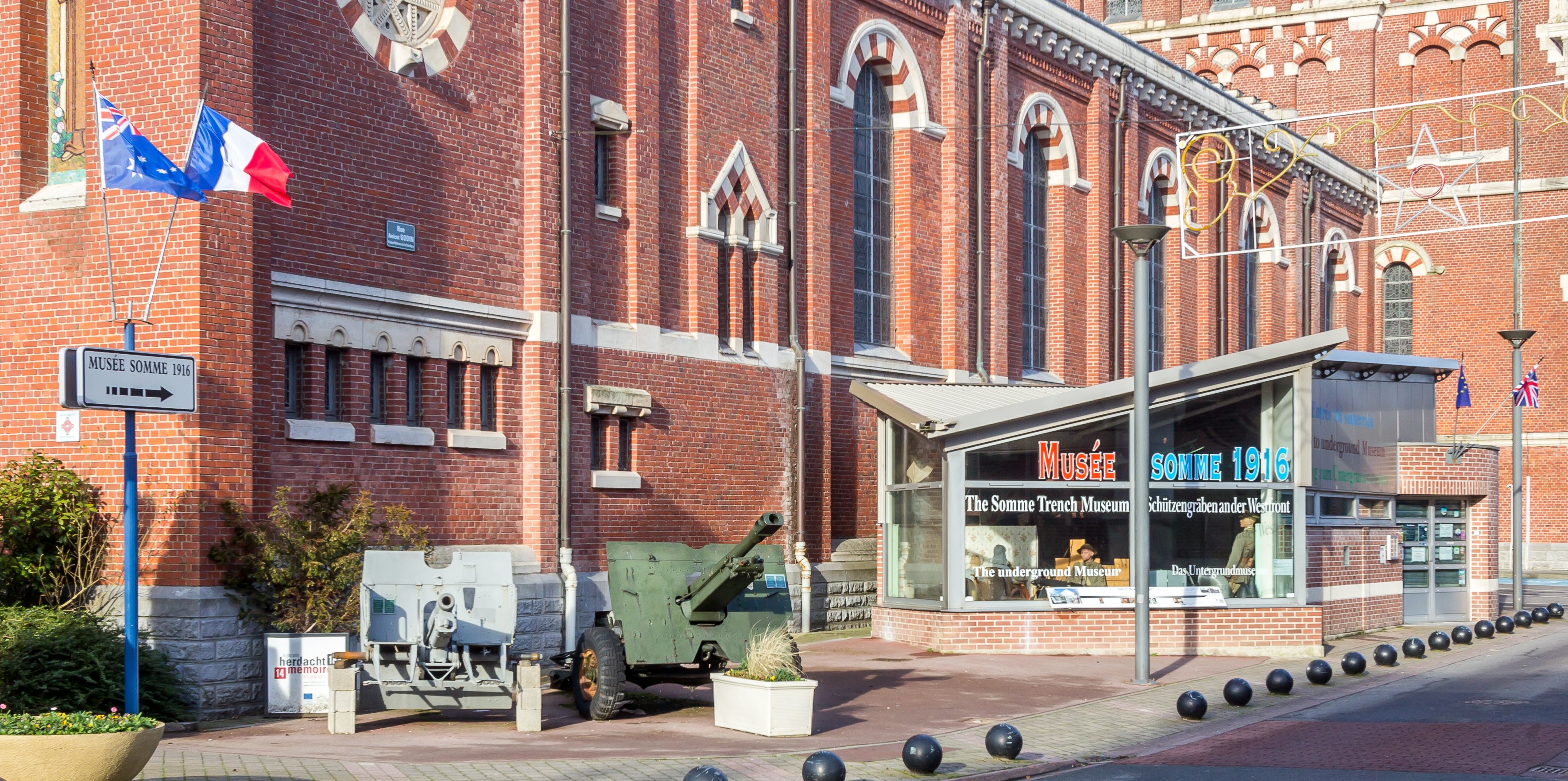
Außenansicht

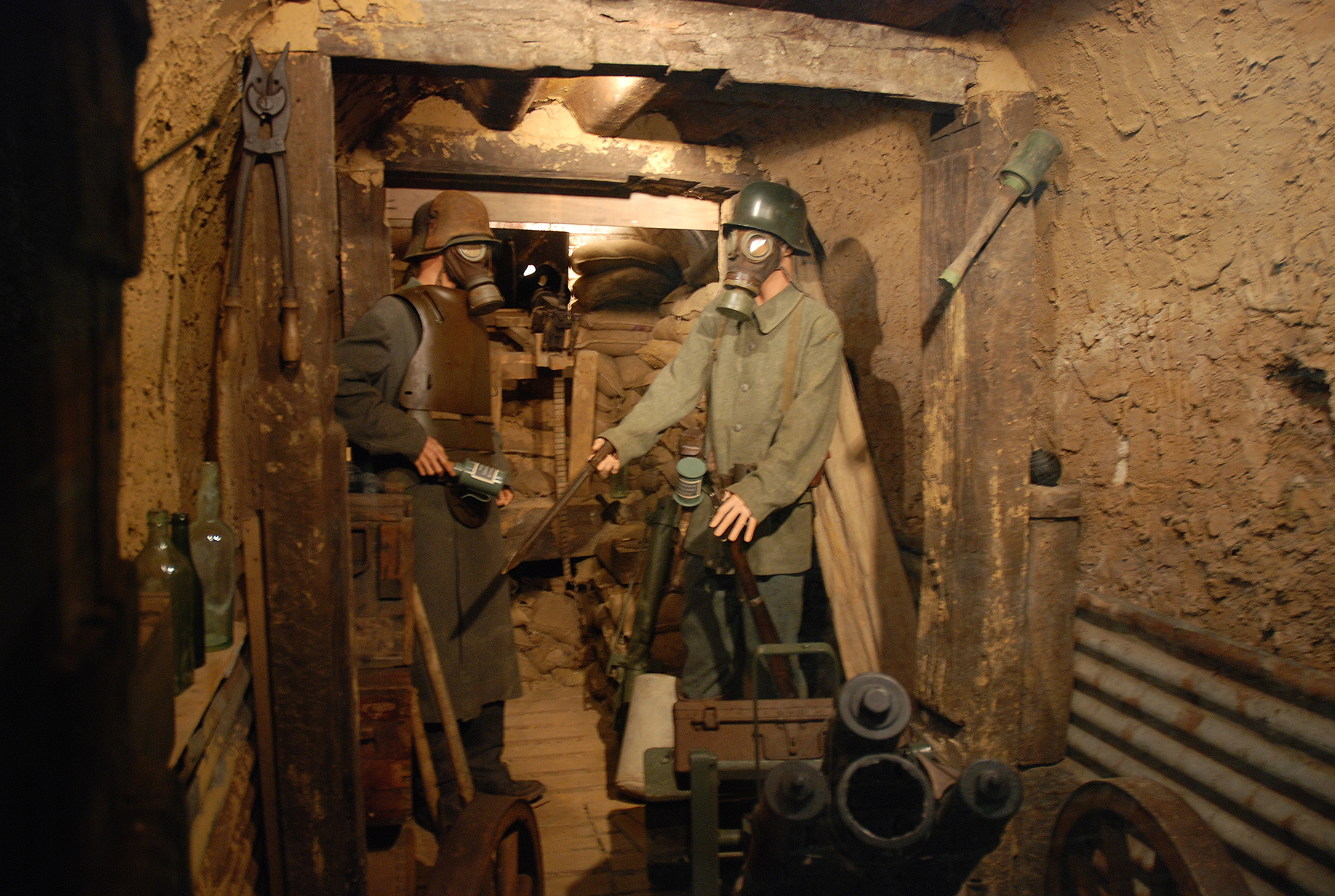
Diorama eines Schützengrabens

Das Museum Somme 1916 (französisch Musée Somme 1916) ist ein Militärmuseum in der nordfranzösischen Stadt Albert zum militärischen Leben an der Front während des Ersten Weltkriegs im Gebiet der Schlacht an der Somme. Albert wurde wiederholt von der Front überrollt und umfangreich zerstört.
Das Museum wurde 1992 in einem 230 Meter langen und 10 Meter tief gelegenen Tunnel eingerichtet, der während des Zweiten Weltkriegs als Luftschutzbunker diente. Sein Eingang befindet sich neben der Basilika Notre-Dame de Brebières. Mit Hilfe von Beleuchtung, Bildern und der Geräuschkulisse vermittelt die Ausstellung einen authentischen Eindruck vom Alltag in den Schützengräben. Zusätzlich zu den 15 ausgestalteten Nischen werden in 18 Vitrinen verschiedene Dokumente wie persönliche Erinnerungsstücke und andere Sammlungsstücke wie zeitgenössische Waffen präsentiert.

## Einzelnachweis
1. ↑  Das Museum Somme 1916 auf france.fr

Koordinaten: 50° 0′ 15,1″ N, 2° 38′ 56,4″ O